# Gustav Stettler
Gustav Stettler (* 5. April 1913 in Oberdiessbach; † 27. Juli 2005 in Basel) war ein Schweizer Maler, Zeichner, Radierer und Kunstpädagoge.

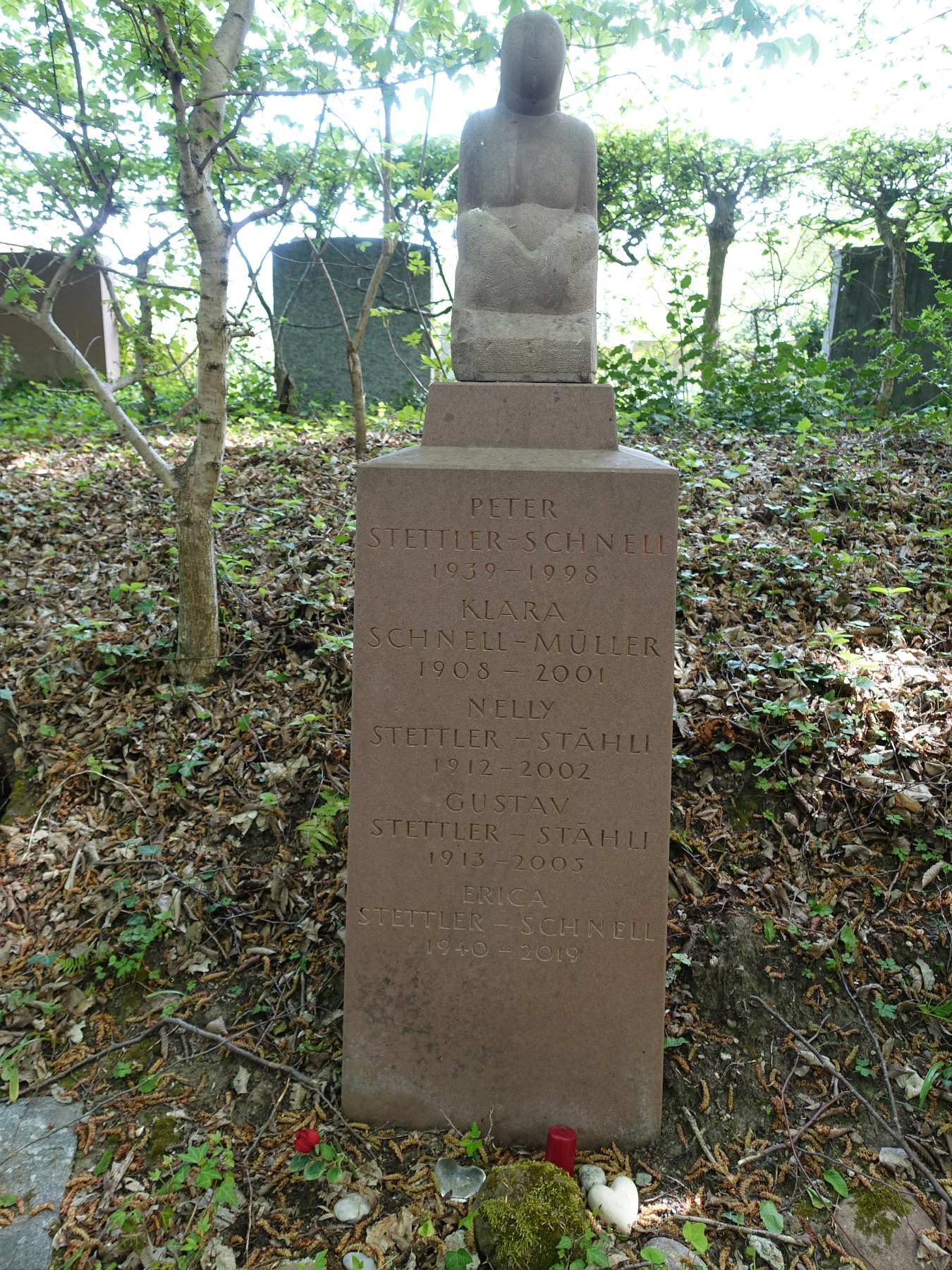
Familiengrab auf dem Friedhof am Hörnli

## Leben und Werk
Gustav Stettler absolvierte von 1930 bis 1933 eine Flachmalerlehre und arbeitete anschliessend in Basel auf dem Bau. Von 1934 bis 1939 besuchte er Kurse an der kunstgewerblichen Abteilung der Allgemeinen Gewerbeschule Basel und liess sich zum Fachlehrer ausbilden. Seine wichtigsten Lehrer waren Arnold Fiechter und Albrecht Meyer.
1943 gewann Stettler mit seinem Tafelbild Die Zeugen den Wettbewerb des Kunstkredits Basel-Stadt für das Trauungszimmer des Zivilstandsamtes Basel. Im gleichen Jahr wurde er an der Gewerbeschule als Zeichenlehrer angestellt. Das Gemälde Die Zeugen fand bei dem damaligen Direktor des Basler Kunstmuseums Georg Schmidt grossen Anklang. Dieser unterstützte Stettler auf seinem weiteren Lebensweg. Stettler gehörte zu den Gründungsmitgliedern des «Kreis’ 48».
Stettler erhielt 1943, 1945 und 1947 ein Eidgenössisches Kunststipendium sowie 1961 den Preis der Gottfried Keller-Stiftung. Zudem wurde ihm 1989 der Kulturpreis von Riehen verliehen. Seine Werke zeigte er in zahlreichen Gruppenausstellungen.
Stettler war seit 1939 mit Nelly, geborene Stähli (1912–2002) verheiratet. Ihr gemeinsamer Sohn war der spätere Künstler und Lehrer an der Allgemeinen Gewerbeschule Basel, Peter Stettler-Schnell (1939–1998), der mit der Künstlerin Erica Schnell (1940–2019) verheiratet war. Ihre letzte Ruhestätte fanden sie auf dem Friedhof am Hörnli.